# 秋月種信 (商人)
秋月 種信（あきづき たねのぶ、生没年不詳）は李氏朝鮮出身の日本の武士、のちに浪人、豆腐製造者。種信という諱は秋月家系譜録に記されているもので、通称の長左衛門という名でより知られている。朝鮮名は朴元赫、日本における幼名は長次郎。
文禄・慶長の役の際朝鮮へと出陣した長宗我部元親に従って来日し、長宗我部氏の小姓を務めた。関ヶ原の戦いによる長宗我部氏改易の後に浪人となり、豆腐製造業を開始し、土佐に大陸風の堅豆腐を広めた。

## 生涯

### 出自
種信の曽祖父は通訓大夫鎮海県監を務めたいわば地方長官で、父の朴好仁は慶州の小城（いくつかの資料では「秋月城」とされる）の主を務めた武官であった。秋月氏の系譜によると、元赫（種信）は慶州城中にて出生したという。

### 来日
文禄の役の際、長宗我部元親を含む日本の軍勢が熊川城に攻め入ると、朴好仁は家族をと主従八十数人を連れ、援軍として駆けつけた。しかし朝鮮軍は敗走し、好仁が妻子を逃がそうとしていたところ、元親の軍勢が現れ好仁の妻子や下官を捕虜とした。それを見た好仁は自ら長宗我部の陣中に駆け込むが、家臣の吉田政重により捕らえられた。
翌文禄三年（1594年）、好仁・元赫父子は元親の帰国に伴い、主従三十数人とともに土佐へと移住し、浦戸城下に住まわせられる。元赫は12歳のときに名を長次郎と改め、長宗我部氏の小姓として仕えた。なお元赫の妹は盛親の妻となり、大坂の陣に至るまで近侍した後、奈良へ移住してそこで没した。
なお、秋月という姓については好仁の居城であったとされる「秋月城」に由来すると考えられる一方、以下のような伝承も伝えられている。朝鮮出兵の際、五番隊の元親は四番隊の秋月種長とともに作戦行動を行っており、その際元赫は種長の養子になったというものである。これが正しければ、種長の叔父（のちに長野助盛と改名）、孫（高鍋藩第3代藩主の秋月種信）、そして養子（長左衛門）と、三人の秋月氏に関する種信という名の人物が存在したことになる。
なお、種信という本名は秋月家の系図に記されているもので、他の資料にはもっぱら年寄名の長左衛門か、幼名の長次郎という名で呼ばれている。

### 浪人生活と豆腐座経営
関ヶ原の戦いの後盛親は改易となり、種信は浪人となる。慶長六年（1601年）、山内一豊が新しい領主として赴任すると、彼は好仁たちの生活を保障し、諸役も免除するなど手厚い保護を加えた。
一豊は高知城の築城開始を機に好仁・種信父子とその従者たちを鏡川沿岸へと住まわせることとした。これが高知の唐人町のはじまりである 。
こうして山内家の転封後も好仁は扶持米をしばらく頂いていた。しかし凶作のため人民が困窮していたことを理由に、取締役の辻善兵衛が独断でこれ以上米を与えられないということを伝えると、好仁は怒って伊予の加藤嘉明のところへ出奔してしまった。一豊は使者を送り土佐に帰るように伝えたところ、好仁はさらに広島の福島正則のところへ逃げ込んだ。一豊は「好仁の思うとおりに扶持米を与える」という言づてを持たせて、種信を好仁への使者に立てようと考えたが、その場合好仁が種信を留め置いて戻さないのではないかと側近が懸念を示したため中止となった。好仁は朝鮮の役の際、長宗我部の陣屋で嘉明や正則に親切にされたことに恩義を感じていたという。好仁はその後正則から扶持や屋敷を頂いており、新たに子供二人を設けたが、元和三年（1617年）に刷還使に従って朝鮮に帰国した。
残された種信は唐人町で豆腐座の営業を開始する。これは城下では秋月氏にのみ許された独占販売だった。座は68以上設けてはならないという命が下るほどであったから、相当の規模の豆腐座が経営されていたことが伺われる。豆腐商は朝鮮風の傘をかぶって営業を行っていたという。
種信は 遠江国出身の遠江という女性をめとり、子孫は代々豆腐座の経営を続けた。その独占販売権は幕末まで続いた。
種信（秋月長左衛門）の墓は筆山の山内家墓地にある。

## 後世への影響
豆腐は遅くとも鎌倉時代には日本に伝わっていたとみられ、室町時代には日本各地へと広がっていたとされるが、土佐ではいまだ一般的な食材ではなく、土佐に豆腐を導入したことは種信の功績とされる。そのため土佐の伝統的な豆腐は朝鮮豆腐の影響を受けて他の地域よりも数段固く、「豆腐の角に頭をぶつけて死んだ」という笑い話が生まれるほどであった。
また、種信の時代に製造されていたかは不明だが、秋月家の座では豆腐だけではなくおからやこんにゃくの販売もされていた。特に唐人町のおからは評判で、長岡地方の古謡に「踊りやしゅんで来たが、握飯はどうじゃいな、おっつけ唐人町から玉（おから）でももっでも持ってこう」と歌われるほどであった。
2018年現在、唐人町の豆腐の再現を試みた『唐人豆腐』が高知の豆腐製造会社タナカショクから販売されている。
また、種信との関連は厳密には不明ながら、高知県安芸市に伝わる郷土料理「かし豆腐（かし切り）」は朝鮮料理のトトリムクと類似しており、豆腐座成立のころ朝鮮からの移民によって伝えられたものと推測されている。